# 11 Brygada Ochrony Pogranicza

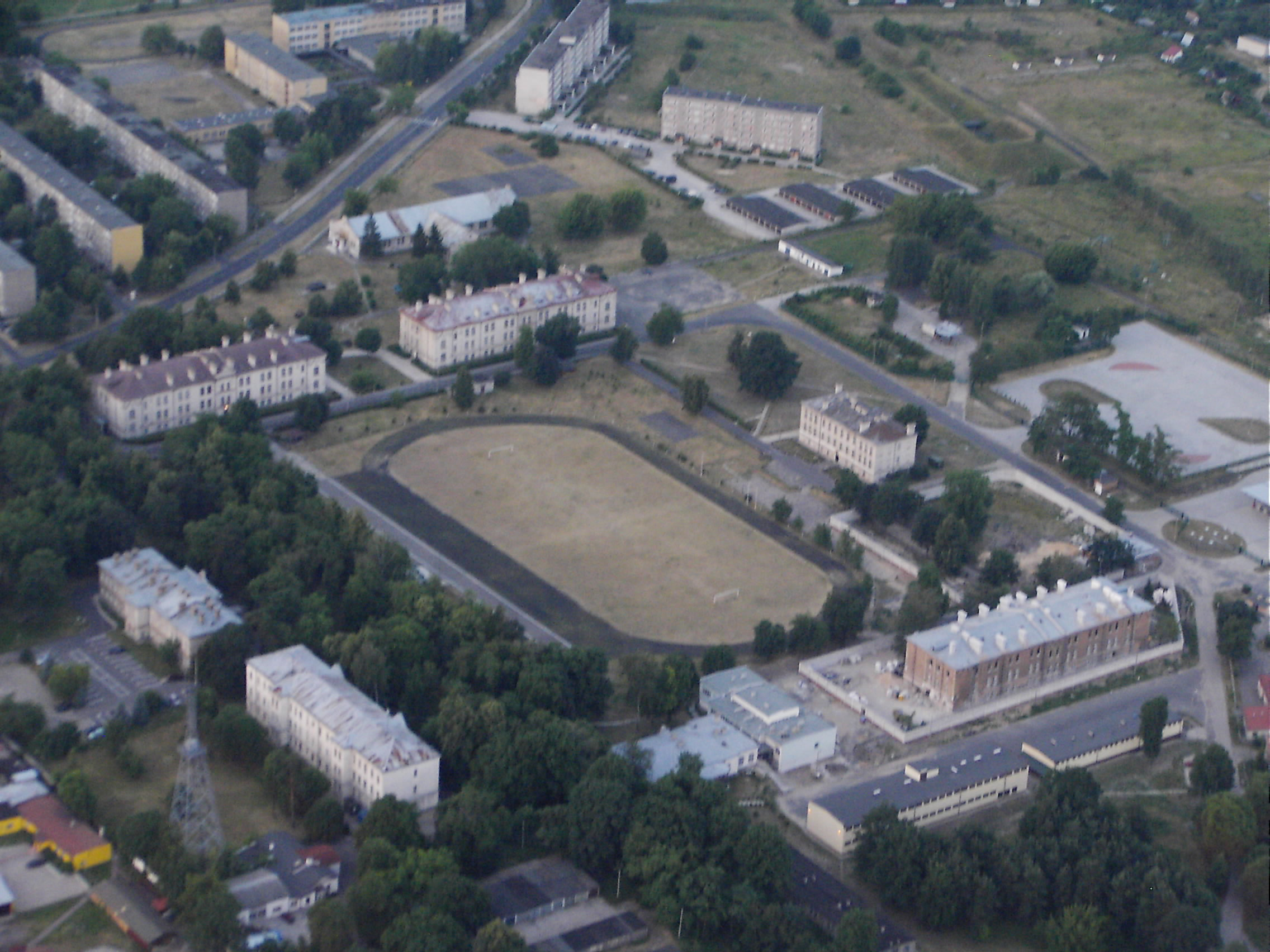
Koszary brygady. Stan w 2012

11 Brygada Ochrony Pogranicza – zlikwidowana brygada w strukturze organizacyjnej Wojsk Ochrony Pograniczapełniąca służbę na granicy polsko-radzieckiej.

## Formowanie i zmiany organizacyjne
11 Brygada Ochrony Pogranicza JW 1867 (Zarządzenie SzSG Nr 0053/Org. z 30 marca 1946) sformowana została w 1948 na bazie Białostockiego Oddziału WOP nr 6, na podstawie rozkazu MON nr 055/org. z 20 marca 1948. Brygada posiadała cztery bataliony, a stan etatowy wynosił 1081 żołnierzy i 10 pracowników cywilnych. Podporządkowana została Głównemu Inspektoratowi Ochrony Pogranicza. Zaopatrzenie nadal realizowane było przez kwatermistrzostwo okręgu wojskowego.
Rozkazem Ministra Obrony Narodowej nr 205/Org. z 4 grudnia 1948, z dniem 1 stycznia 1949, Wojska Ochrony Pogranicza podporządkowano Ministerstwu Bezpieczeństwa Publicznego. Zaopatrzenie brygady przejęła Komenda Wojewódzka MO.
Sztab brygady stacjonował w Białymstoku. 
Aby nadać ochronie granic większą rangę, podkreślano wojskowy charakter formacji. Od 1 stycznia 1950 powrócono w nazwach jednostek do wcześniejszego określania: „Wojska Ochrony Pogranicza”. 1 stycznia 1951 weszła w życie nowa numeracja batalionów i brygad Wojsk Ochrony Pogranicza. Na bazie 11 Brygady Ochrony Pogranicza powstała 22 Brygada WOP.

## Struktura organizacyjna
W 1948:
- Dowództwo, sztab i pododdziały dowodzenia
- Samodzielny batalion ochrony pogranicza nr 13 – Sejny
- Samodzielny batalion ochrony pogranicza nr 15 – Makowlany
- Samodzielny batalion ochrony pogranicza nr 17 – Michałowo
- Samodzielny batalion ochrony pogranicza nr 19 – Kleszczele.

Etat brygady przewidywał: 4 bataliony, 1081 wojskowych i 10 pracowników cywilnych.
Na terenie odpowiedzialności brygady funkcjonowały cztery GPK:
- Graniczna Placówka Kontrolna nr 28 „Kuźnica” (kolejowo-drogowa)
- Graniczna Placówka Kontrolna nr 29 „Krynki” (kolejowa)
- Graniczna Placówka Kontrolna nr 30 „Narewka” (kolejowa)
- Graniczna Placówka Kontrolna nr 31 „Czeremcha” (kolejowa).

## Sztandar brygady
Wręczenie sztandaru odbyło się na Rynku Kościuszki w Białymstoku w obecności Dowódcy WOP płk. Romana Garbowskiego i wojewody białostockiego Juliana Horodeckiego. Sztandar był też znakiem sukcesorów 11 Brygady OP. Do Muzeum Wojska Polskiego w Warszawie po raz pierwszy przekazano go 20 sierpnia 1956. Do Białegostoku sztandar wrócił 10 grudnia 1957 i pełnił funkcję znaku bojowego do 2 listopada 1963. Następnie ponownie został przekazany do Muzeum WP.

## Dowódca brygady
- ppłk Włodzimierz Baranowski.

## Przekształcenia
6 Oddział Ochrony Pogranicza → 6 Białostocki Oddział WOP → 11 Brygada Ochrony Pogranicza → 22 Brygada WOP → Grupa Manewrowa WOP Białystok → Samodzielny Oddział Zwiadowczy WOP Białystok → 22 Oddział WOP → 22 Białostocki Oddział WOP → Podlasko-Mazurska Brygada WOP → Podlaski Oddział Straży Granicznej